# Blue Jeans (filme)
Jeans Tonic (Blue Jeans) é um filme italiano de 1975, dirigido por Mario Imperoli, protagonizado por Gloria Guida.
Estreou em Portugal em 4 de Agosto 1989.

## Sinopse
Daniela 'Blue Jeans' Anselmi é uma jovem prostituta que, depois de presa pela polícia, é entregue à guarda do pai. 

## Elenco
- Gloria Guida - Daniela 'Blue Jeans' Anselmi
- Paolo Carlini - Dr. Carlo Anselmi
- Annie Carol Edel - Marisa - lover of Carlo
- Gianluigi Chirizzi - Sergio Prandi
- Mario Pisu - Mario Mauri